# Vranduk (Doboj)
Vranduk (szerbül: Врандук), település Bosznia-Hercegovinában, a Szerb Köztársaság északi régiójában Doboj községben. 

## Fekvése
A település Bosznia-Hercegovina északi részén, Dobojtól légvonalban 15, közúton 20 km-re északra, a Boszna-folyótól nyugatra, a Krnjin-hegység keleti lejtőin, 236 méteres magasságban található.

## Népessége
| Nemzetiségi csoport | Népesség 1991 | Népesség 2013 |
| ------------------- | ------------- | ------------- |
| Szerb               | 1             | 0             |
| Bosnyák             | 0             | 0             |
| Horvát              | 195           | 3             |
| Jugoszláv           | 0             | 0             |
| Egyéb               | 3             | 0             |
| Összesen            | 199           | 3             |

## Története
A település 1878-ig tartozott az Oszmán Birodalomhoz, ekkor a berlini kongresszus határozata alapján az Osztrák-Magyar Monarchia része lett. 1910-ben a Derventi járáshoz tartozó településen 24 háztartást, 124 római katolikus éa 2 görög katolikus lakost találtak. A monarchia szétesésével 1918-ban előbb a Szerb-Horvát-Szlovén Királyság, majd 1929-től a Jugoszláv Királyság része lett. 1921-ben a Derventi járáshoz tartozó községnek 128 lakosa volt, mind római katolikus horvát. Az 1929-es törvény értelmében, amikor Bosznia-Hercegovinát négy banovinára, Drinskára, Vrbaskára, Zetskára és Primorskára osztották, a település a Vrbaska banovina része lett, amelynek székhelye Banja Luka volt. 
A második világháborúban Jugoszlávia megszállása után a Független Horvát Állam (NDH) része lett. A második világháború után 1992-ig a település a szocialista Jugoszlávia keretében a Bosznia-Hercegovinai Népköztársaság része volt. A boszniai háború alatt az egész falu szenvedett a szerb erőktől, amikor a közeli horvát falvakkal Foča, Johovac, Kotorsko és Bukovac településekkel együtt teljesen elpusztult. Az összes katolikus horvátot kiűzték. A „Koridor” hadművelet során a támadás 1992. június 8-án indult meg és az első támadások célpontjai Doboj község (Foča, Veliki Prnjavor, Johovac, Vranduk, Komarica és Bukovac falvak) és Derventa (Velika Sočanica, Modran, Cer és Plehan falvak) horvát falvai voltak. A boszniai háborút lezáró daytoni békeszerződés rendelkezése alapján az ország területét felosztották a Bosznia-hercegovinai Föderáció és a boszniai Szerb Köztársaság között. A békeszerződés utáni területmegosztási megállapodás értelmében a település a Boszniai Szerb Köztársasághoz és Doboj községhez került.

## Nevezetességei
Szent Anna tiszteletére szentelt római katolikus kápolnája.